# Chó chăn bò Úc
Chó chăn bò Úc (Australian Cattle Dog) là một giống chó chăn gia súc có nguồn gốc ở Úc. Tại đây chúng cũng được biết đến như với cái tên Austrialian Heeler, Hall's Heeler, Queensland Heeler và Blue Heeler. Đây là giống chó bản địa có sức chịu đựng dẻo dai và phù hợp với việc chăn gia súc ở vùng Queensland, Úc.

## Tổng quan
Loài chó chăn gia súc Úc được phát triển bởi những người khai khẩn đầu tiên ở thế kỷ 19 để chăn gia súc trên những thảo nguyên rộng lớn. Những con chó mà những người khai hoang mang theo họ từ châu Âu, được gọi là Smithfield và Collie lông mượt cổ xưa mà không phải giống Collie lông mượt ngày nay, không thể điều khiển từ một khoảng cách xa và khí hậu khắc nghiệt của lục địa mới. Nên những người chăn gia súc bắt đầu thử nghiệm với sự lai giống mới.
Loài chó chăn gia súc Úc đầu tiên thu được từ việc lai tạo một giống chó Collie đốm xanh da trời. Các loài lông mượt nhập khẩu từ Scotland với những con Đin gô Úc hoang dã. Loài chó chăn cừu Kelpie Úc, chó đốm, và chó sục Bun (Bull Terrier) cũng góp phần trong chọn giống. Kết quả là tạo ra một giống chó chăn gia súc, với những ưu điểm dẻo dai, làm việc chăn gia súc một cách lặng lẽ, nhưng mạnh mẽ, sắt đá và có thể chăn dắt đàn gia súc qua những khu vực rộng lớn dưới những điều kiện khắc nghiệt, đầy cát bụi.
Với sức chịu đựng tốt, nó phù hợp với vùng Queensland. Những bản năng canh gác và chăn gia súc của nó rất mạnh mẽ và có thể mở rộng ra đối với cả người và vật. Robert Kaleski phác họa nên một chuẩn mực đối với loài này vào năm 1983, mà cuối cùng được chấp nhận ở Úc vào năm 1983. Loài chó này được chính thức công nhận bởi AKC vào năm 1980. Loài chó chăn gia súc Úc cũng được biết đến với những tên gọi khác nhau trong đó có tên "Heeler" ngụ ý về kỹ năng chăn gia súc của nó là cắn và đớp vào kheo chân gia súc. Những khả năng của nó là nhặt đồ, chăn gia súc, canh gác, thi khéo léo, thi vâng lời và trình diễn thủ thuật.

## Đặc điểm
Chó chăn gia súc Úc là một loài chó lao động khỏe khoắn, chắc nịch, cơ bắp, mạnh mẽ và rất dẻo dai. Con đực cao từ 43 đến 51 cm, con cái từ 43 đến 48 cm. Cân nặng của con đực từ 15 đến 16 kg, con cái từ 14 đến 16 kg. Thân hình hơi dài hơn so với chiều cao với một chiếc đuôi hơi cong xấp xỉ tới kheo chân sau. Cặp chân trước nên thẳng tắp khi nhìn từ phía trước. Đầu thủ rộng và hơi tròn giữa hai tai tương đối vểnh rộng, Cặp mắt hình ô van màu nâu tối. Hàm răng khít tựa như cặp kéo cắt. 
Bộ lông kép chống chịu thời tiết bao gồm một lớp lông tơ rậm ngắn và lớp lông thẳng ngắn bên ngoài. Bộ lông có đốm, màu xanh da trời hoặc đỏ. Đốm xanh có hoặc không có những mảng màu đen, xanh da trời hoặc nâu trên đầu thủ với những đốm nâu. Những mảng màu đen trên thân không được ưa thích đối với những con chó trình diễn. Những vết đốm đỏ đa dạng có thể có mọi nơi trên cơ thể, nhưng có thể có những mảng tối hơn trên đầu thủ.
Chúng có thể mắc chứng loạn sản xương hông, PRA và điếc. Tuổi thọ chúng khoảng 12 đến 15 năm. Lứa đẻ từ 1 đến 7 cún một lứa, trung bình khoảng 5 cún. Những cún con sinh ra có màu trắng (thừa hưởng từ những con chó đốm lai trước đó), nhưng với màu sắc của những con trưởng thành có thể nhìn vào đệm bàn chân để biết. Bộ lông ngắn, chống chịu thời tiết ít cần chú ý và dễ dàng chăm sóc. Chỉ cần lược và bàn chải với một chiếc bàn chải chắc, xù, và chỉ tắm khi cần thiết. Loài chó này có xu hướng rụng lông khoảng 1 đến 2 lần trong năm phụ thuộc vào giới tính và vùng.

## Tập tính
Là loài chó lao động, chăn gia súc, Chó chăn gia súc Úc không phù hợp với cuộc sống một mình trong sân rộng. Là một trong những loài chó thông minh nhất, nó có thể dễ dàng thấy buồn chán, dẫn đến những vấn đề nghiêm trọng về hành vi. Những con chó này cần được vận động. Chúng trung thành, có tính bảo vệ và cảnh giác. Một con chó canh gác dũng cảm và đáng tin cậy. Rất vâng lời trong cuộc trình diễn và trong chăn dắt cũng như khéo léo. Có thể huấn luyện tuân thủ mệnh lệnh ở mức độ rất cao. 

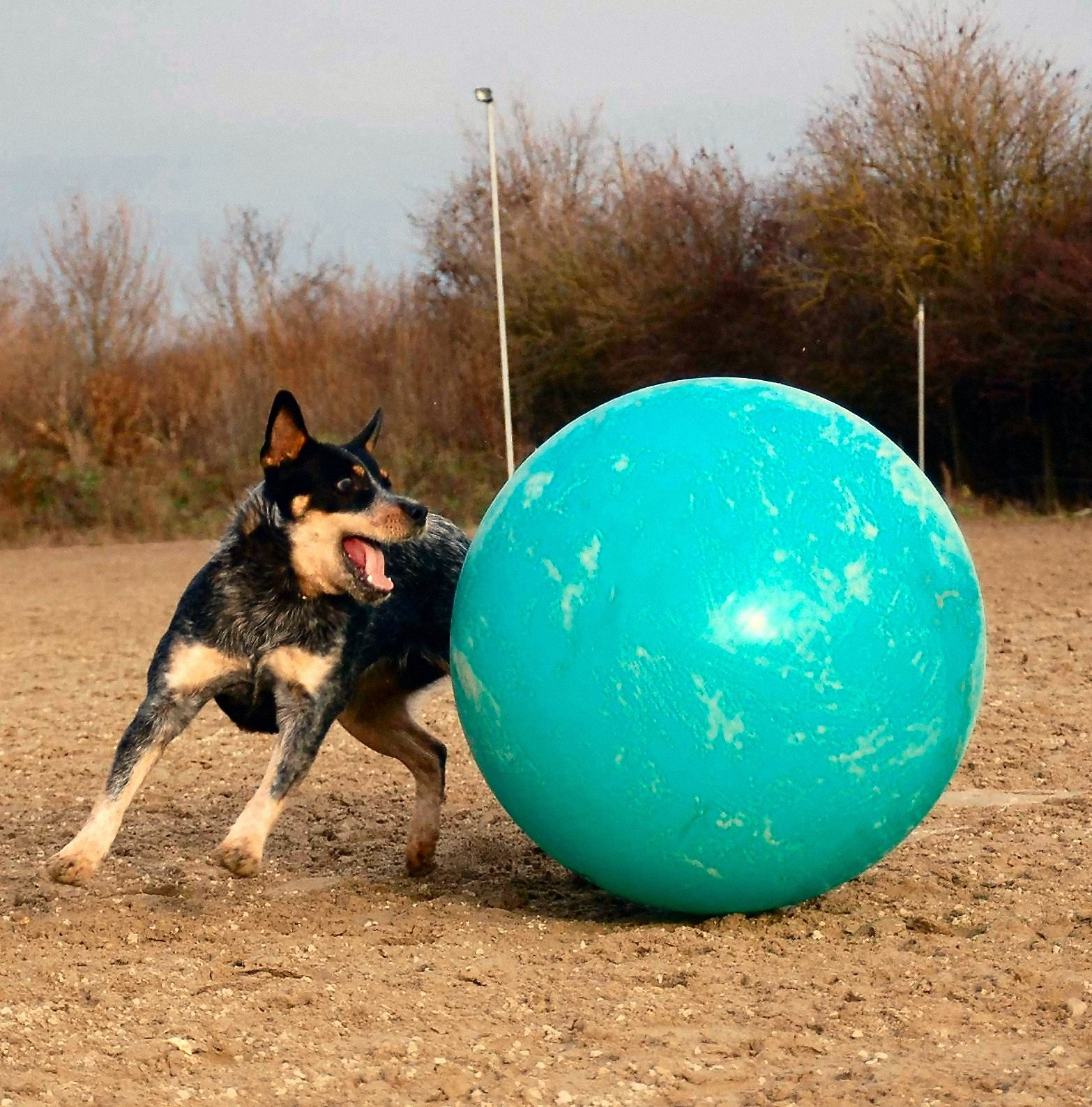
Một con chó chăn gia súc Úc đang biểu diễn

Sự huấn luyện kiên trì từ khi bắt đầu và sự dẫn dắt nhiều hàng ngày, cùng với những vận động thể chất và tinh thần sẽ tạo nên một con vật cưng tốt và hạnh phúc. Nó tuyệt đối trung thành và vâng lời chủ nhân, nhưng nó là một con chó chỉ vâng lời một chủ. Chúng thỉnh thoảng nghi ngờ mọi người và chó mà chúng không biết. Có con tỏ ra rất hiếu chiến, mức độ lấn át của nó thể hiện cao. Cần dạy chú chó chăn gia súc Úc biết rằng ở vị trí Anpha (vị trí cố định theo ý của người điều khiển) và sẽ không để cho nó đánh nhau với những con chó khác.
Nuôi chúng khi còn non nếu gia đình có trẻ nhỏ. Nhiều con có khuynh hướng cắn vào gót chân người khi cố gắng để lùa họ theo ý chúng muốn. Tránh những dòng chó lao động một cách quá hăng hái, bởi vì những con chó này quá hiếu động và phá phách khi ở trong nhà. Chó chăn gia súc Úc rất dễ huấn luyện. Những vấn đề có thể và sẽ nảy sinh với những người chủ hiền lành, và hoặc những người chủ không cho nó vận động đầy đủ. Loài chó này sẽ tốt nhất nếu có một công việc để làm.
Nếu không có thời gian để chơi và tập luyện thêm cho chó hoặc không hiểu đầy đủ về bản năng loài chó và sự cần thiết có một người dẫn dắt phù hợp, loài này sẽ không phù hợp. Chúng không phù hợp với cuộc sống căn hộ và tốt nhất là có một khoảng sân rộng rãi. Có một công việc để làm. Những con chó này có sức chịu đựng đáng kinh ngạc và sẽ thích thú với tất cả những hoạt động tạo cho chúng. Vận động có tầm quan trọng nếu không đủ chúng có thể trở nên buồn chán và phá phách.
Vận động có thể đơn giản chỉ là sự tung ném bóng. Trong khi chúng thích thú chơi với quả bóng, não của chúng cần được kích thích hàng ngày. Tốt nhất là chúng có việc để làm. Chúng cần những chuyến đi dạo dài, hàng ngày. Chúng có thể trở nên một người bạn đồng hành. Không cho phép chúng đi phía trước người chủ. Chúng cần đi bên cạnh hoặc phía sau để xác lập rõ ràng vị trí alpha.